# چدورث
چدورث (به انگلیسی: Chedworth) یک روستا و محله مدنی در بریتانیا است که در Cotswold واقع شده‌است. چدورث ۸۰۲ نفر جمعیت دارد.